# Дом отдыха «Ударник»
Дом о́тдыха «Уда́рник» — посёлок в Энгельсском районе Саратовской области России. Входит в состав Красноярского муниципального образования.

## География
Посёлок находится на расстоянии примерно 7 км (по прямой) к северо-востоку от города Энгельс, административного центра района.

## Население
| 2002 | 2010 | 2015 |
| ---- | ---- | ---- |
| 216  | ↘200 | ↘184 |

### Национальный состав
Согласно результатам переписи 2002 года, в национальной структуре населения русские составляли 89% из 216 чел.

## Инфраструктура
В посёлке расположен социально-оздоровительный центр «Ударник».